# Эчиеджиле, Ува Элдерсон
Ува Элдерсон Эчиеджиле (англ. Uwa Elderson Echiéjilé; 20 января 1988, Бенин-Сити) — нигерийский футболист, игравший на позиции левого защитника.

## Карьера
Ува Эчиеджиле начал карьеру в футбольной академии «Пепси», выступая на позиции нападающего, где его заметили тренеры клуба «Викки Туристс». В «Викки» Эчиеджиле играл 3 сезона, после чего перешёл в клуб «Бендел Иншурэнс». В те годы «Бендел» не блистал, и высшим достижением команды стал выход во второй раунд Кубка конфедерации КАФ. Всего за «Бендел» Эчиеджиле выступал 3 сезона, проведя 35 матчей.
В августе 2007 года Эчиеджиле перешёл во французский клуб «Ренн», заметивший игрока на молодёжном чемпионате мира 2007. Сезон 2007/08 нигериец провёл в составе второй команды клуба, выйдя на поле в 15 играх. 23 декабря 2007 года он дебютировал в Лиге 1 в матче с «Тулузой», который завершился вничью 0:0. В сезоне 2008/09 Эчиеджиле провёл в основе команды 15 игр, а часть сезона выступал во втором составе. В сезоне 2009/10 он провёл только 1 игру за клуб в Кубке лиги. По мнению его агента, нигериец не выходил в составе по «нефутбольным причинам».
В июне 2010 года контракт Эчиеджиле заканчивался, и он предпочёл сменить клуб. Один из его агентов охарактеризовал период пребывания Эчиеджиле в «Ренне» как «французский ад». 31 мая он подписал 4-летний контракт с португальским клубом «Брага».
В январе 2014 года Эчиеджиле подписал контракт с «Монако» на четыре года.

## Достижения
«Брага»
- Обладатель Кубка португальской лиги: 2012/13

Сборная Нигерии
- Обладатель Кубка африканских наций: 2013

## Интересные факты
7 сентября 2008 года Эчиеджиле был задержан за вождение в нетрезвом виде: в его крови обнаружили 1,35 граммов алкоголя в крови. Через 6 месяцев он вновь был задержан с 0,85 грамм алкоголя в крови.

## Статистика
на 11 июня 2010
| Сезон     | Клуб            | Лига         | Чемпионат | Чемпионат | Кубок | Кубок | Кубок Лиги | Кубок Лиги | Континент. | Континент. |
| Сезон     | Клуб            | Лига         | Игры      | Голы      | Игры  | Голы  | Игры       | Голы       | Игры       | Голы       |
| --------- | --------------- | ------------ | --------- | --------- | ----- | ----- | ---------- | ---------- | ---------- | ---------- |
| 2001      | Викки Туристс   | Премьер-лига | ?         | ?         | ?     | ?     | —          | —          | —          | —          |
| 2002      | Викки Туристс   | Премьер-лига | ?         | ?         | ?     | ?     | —          | —          | —          | —          |
| 2003      | Викки Туристс   | Премьер-лига | ?         | ?         | ?     | ?     | —          | —          | —          | —          |
| 2004      | Викки Туристс   | Премьер-лига | ?         | ?         | ?     | ?     | —          | —          | —          | —          |
| 2004      | Викки Туристс   | Премьер-лига | ?         | ?         | ?     | ?     | —          | —          | —          | —          |
| 2005      | Бендел Иншурэнс | Премьер-лига | ?         | ?         | ?     | ?     | —          | —          | ?          | ?          |
| 2006      | Бендел Иншурэнс | Премьер-лига | ?         | ?         | ?     | ?     | —          | —          | —          | —          |
| 2007      | Бендел Иншурэнс | Премьер-лига | ?         | ?         | ?     | ?     | —          | —          | —          | —          |
| 2007/2008 | Ренн            | Лига 1       | 4         | 0         | 1     | 0     | 0          | 0          | 0          | 0          |
| 2008/2009 | Ренн            | Лига 1       | 15        | 0         | 4     | 0     | 2          | 0          | 2          | 0          |
| 2009/2010 | Ренн            | Лига 1       | 0         | 0         | 0     | 0     | 1          | 0          | 0          | 0          |
| 2010/2011 | Брага           | Лига Сагриш  | 0         | 0         | 0     | 0     | 0          | 0          | 0          | 0          |